# Al-Kahhala
Al-Kahhala (arab: الكحالة, Al-Kaḥḥālah) – miejscowość w Libanie, w dystrykcie Alajh, ok. 13 km na południe od Bejrutu, zamieszkana przez maronitów.

## Miasta partnerskie
- Vierzon